# Олівія-Лопес-де-Гутьєррес (Техас)
Олівія-Лопес-де-Гутьєррес (англ. Olivia Lopez de Gutierrez) — переписна місцевість (CDP) в США, в окрузі Старр штату Техас. Населення — 49 осіб (2020).

## Географія
Олівія-Лопес-де-Гутьєррес розташована за координатами 26°19′39″ пн. ш. 98°43′0″ зх. д. / 26.32750° пн. ш. 98.71667° зх. д. (26.327625, -98.716685).  За даними Бюро перепису населення США в 2010 році переписна місцевість мала площу 0,02 км², уся площа — суходіл.

## Демографія
Згідно з переписом 2010 року, у переписній місцевості мешкали 93 особи в 24 домогосподарствах у складі 21 родини. Густота населення становила 3843 особи/км².  Було 25 помешкань (1033/км²).
Расовий склад населення:
| - 98,9 % — білих - 1,1 % — азіатів |

До двох чи більше рас належало 0,0 %. Частка іспаномовних становила 100,0 % від усіх жителів.
За віковим діапазоном населення розподілялося таким чином: 37,6 % — особи молодші 18 років, 54,9 % — особи у віці 18—64 років, 7,5 % — особи у віці 65 років та старші. Медіана віку мешканця становила 27,5 року. На 100 осіб жіночої статі у переписній місцевості припадало 121,4 чоловіків;  на 100 жінок у віці від 18 років та старших — 114,8 чоловіків також старших 18 років.
Цивільне працевлаштоване населення становило 0 осіб. 